# Dolichoderinae
Dolichoderinae is een onderfamilie van de familie mieren.

## Geslachten
(Indicatie van aantallen soorten per geslacht tussen haakjes)
- Anillidris  (1)
- Anonychomyrma  (26)
- Aptinoma  (2)
- Arnoldius  (3)
- Axinidris  (21)
- Azteca Forel, 1878 (84)
- Bothriomyrmex  (23)
- Chronoxenus  (6)
- Doleromyrma  (2)
- Dolichoderus Lund, 1831 (123)
- Dorymyrmex  (60)
- Ecphorella  (1)
- Forelius  (18)
- Froggattella  (2)
- Gracilidris  (1)
- Iridomyrmex Mayr, 1862 (79)
- Leptomyrmex  (27)
- Linepithema  (20)
- Liometopum  (7)
- Loweriella  (1)
- Nebothriomyrmex  (1)

- Ochetellus  (7)
- Papyrius  (2)
- Philidris  (9)
- Ravavy  (1)
- Tapinoma  (67)
- Technomyrmex  (95)
- Turneria  (8)